# Ninoe
Ninoe är ett släkte av ringmaskar som beskrevs av Johan Gustaf Hjalmar Kinberg 1865. Ninoe ingår i familjen Lumbrineridae.

## Dottertaxa tillNinoe, i alfabetisk ordning[1][2]
- Ninoe armoricana
- Ninoe branchiata
- Ninoe brasiliensis
- Ninoe bruuni
- Ninoe chilensis
- Ninoe dibranchia
- Ninoe digitatissima
- Ninoe dolichognatha
- Ninoe falklandica
- Ninoe foliosa
- Ninoe fuscoides
- Ninoe gayheadia
- Ninoe gemmea
- Ninoe japonica
- Ninoe kinbergi
- Ninoe lagosiana
- Ninoe leptognatha
- Ninoe longibranchia
- Ninoe moorei
- Ninoe nigripes
- Ninoe ninetta
- Ninoe notocirrata
- Ninoe oculata
- Ninoe palmata
- Ninoe pulchra
- Ninoe saeva
- Ninoe spinosa
- Ninoe tridentata
- Ninoe wardae
- Ninoe vargasi